# دايفيد أ. غانونغ
دايفيد أ. غانونغ هو شخصية أعمال كندي، ولد في 14 سبتمبر 1943 في سانت استيفان، نيو برونزويك ‏ في كندا.